# Немоловський Володимир
Володи́мир Немоло́вський (нар. 1892 — пом. 1943 м. Лодзь) — підполковник Армії УНР.

## З життєпису
Останнє звання у російській армії — штабс-капітан.
У 1916 р. — член гуртка офіцерів-українців — військовополонених у таборі Мюлінг.
У 1918—1919 рр. — командир куреня 3-го Сірожупанного полку Дієвої армії УНР.
З червня 1919 р. — командир куреня 11-го Сірожупанного полку Дієвої армії УНР.
У 1920—1922 рр. — командир пішого куреня Спільної юнацької школи.
У 1920—30-х рр. жив на еміграції у Польщі.
Помер в 1943 році у місті Лодзь, Польща, похований на цвинтарі «Doły».